# Suzanne Crouch
 (septembre 2018).
Si vous disposez d'ouvrages ou d'articles de référence ou si vous connaissez des sites web de qualité traitant du thème abordé ici, merci de compléter l'article en donnant les références utiles à sa vérifiabilité et en les liant à la section « Notes et références ».
Suzanne Crouch, née le 27 février 1952 à Evansville (Indiana), est une politicienne américaine qui occupe le 52e et actuel poste de lieutenant-gouverneur de l'Indiana depuis janvier 2017. Elle était auparavant 56e vérificatrice d'État de l'Indiana.
Membre du Parti républicain, Crouch a auparavant servi à la Chambre des représentants de l'Indiana de 2005 à 2014. Le 15 décembre 2013, elle a été nommée par le gouverneur Mike Pence au poste de 56e vérificateur d'État de l'Indiana. Crouch a été réélue à ce poste en 2014. Elle a démissionné de son poste d'auditeur d'État après son élection en tant que lieutenant-gouverneur de l'Indiana en 2016.

## Biographie

### Débuts
Crouch est diplômée de l'école secondaire Mater Dei à Evansville et obtient son baccalauréat international en sciences de l'université Purdue, avec une spécialisation en science politique. Avant son service dans le gouvernement local, elle a été présidente du Comité central républicain du comté de Vanderburgh pendant 4 ans. Sous sa présidence, une majorité de républicains ont été élus au conseil de comté, la première fois en 60 ans que les républicains contrôlaient cet organe.

### Parcours politique

#### Vérificatrice ducomté de Vanderburgh
Crouch est élue vérificatrice du comté de Vanderburgh en 1994. Au cours de ses deux mandats en tant que vérificatrice, elle se forge une réputation de lutte pour l'efficacité, la réactivité, la responsabilité et l'accessibilité du gouvernement. En tant que Commissaire aux comptes, son poste reçoit, pour la première fois depuis des décennies, un bilan de santé propre chaque année du Conseil des comptes de l’État.

#### Commissaire du comté
En 2002, elle est élue au conseil des commissaires du comté de Vanderburgh et occupe le poste de présidente jusqu'à la fin de son mandat en 2005. Elle télédiffuse des réunions hebdomadaires de la Commission et tenu des audiences publiques pour recueillir les commentaires du public. En tant que président, les commissaires appliquent et reçoivent pour la première fois des fonds de transport fédéraux pour un projet routier local.

#### Représentante de l'Indiana
En 2005, Vaneta Becker, qui avait déménagé au Sénat de l’État pour occuper le siège vacant de Greg Server, quitte le siège du district 78 pour le représentant de l’État. Le district 78 de la maison comprend des parties des comtés de Spencer, Vanderburgh et Warrick. Des parties d'Evansville, ainsi que Newburgh, Richland, Hatfield, Darmstadt et McCutchanville se trouvent à l'intérieur des limites du district. Crouch est élue pour occuper le poste dans un caucus par les membres du comité de circonscription. Elle est nommée vice-présidente du comité de santé publique de la législature de l’État. Crouch est défiée lors de la primaire républicaine de 2006 par le militant conservateur Jonathan Fulton mais le bats facilement en remportant 63 % des voix.

#### Auditrice de l'Indiana
Après la démission de l’auditeur de l’Indiana, Dwayne Sawyer, en 2013, Crouch est nommée pour occuper ce poste. En 2014, après l'achèvement du mandat de Sawyer, le Parti républicain de l'Indiana nomme officiellement Crouch aux élections de cette année. Le 4 novembre, Crouch est élue avec une marge de 23 % contre le candidat du Parti démocrate, Mike Claytor, remportant 59,6 % des suffrages.

#### Lieutenant-gouverneur de l'Indiana
Après que Mike Pence, le gouverneur de l’Indiana, a été nommé le colistier de Donald Trump pour l’élection présidentielle de 2016, Pence doit se retirer de l’élection au poste de gouverneur. Eric Holcomb, le lieutenant-gouverneur de l'Indiana, est choisi comme nouveau candidat du parti républicain au poste de gouverneur et Crouch est désignée comme candidat républicain au poste de lieutenant-gouverneur.

#### Élection gouvernorale de 2024
Elle se porte candidate au poste de gouverneur lors de l'élection de 2024 mais, avec 21,8 % des voix, termine deuxième de la primaire républicaine contre le sénateur Mike Braun.